# هاتچینسون (پنسیلوانیا)
هاتچینسون (به انگلیسی: Hutchinson) یک روستا در ایالات متحده آمریکا است که در شهرستان وستمورلند، پنسیلوانیا واقع شده‌است. هاتچینسون ۳۲۲ نفر جمعیت دارد.